# Stéphanie Chevrier
Pour les articles homonymes, voir Chevrier (homonymie).
Stéphanie Chevrier est une éditrice française, née le 12 janvier 1969 à Menton (Alpes-Maritimes). Elle a fondé les éditions Don Quichotte puis les a dirigées pendant dix ans. Elle préside les éditions La Découverte depuis 2018, et les Éditions Julliard depuis 2021.

## Biographie
Issue d’un milieu modeste, Stéphanie Chevrier est diplômée de Paris IV-Sorbonne : elle est licenciée de lettres modernes. Après une expérience dans la production audiovisuelle et la communication chez Carrere, à partir de 1995, Stéphanie Chevrier s’initie à son futur métier au sein du groupe Hachette. Elle est responsable éditoriale, d’abord aux Éditions Numéro Un, puis chez Calmann-Lévy. Elle rencontre Catherine Breillat, Alexandre Lacroix, Gilbert Sinoué.
En 2001, elle intègre le département de littérature générale de Flammarion SA, propriété depuis octobre 2000 du groupe italien RCS MediaGroup, présidé alors par Charles-Henri Flammarion, petit-fils du fondateur. Directrice littéraire, elle est responsable d’un budget et d’une ligne éditoriale. Elle édite notamment Fatou Diome, Emmanuel Loi, Esther Mujawayo et Souâd Belhaddad, Paul Moreira, Rithy Panh, Richard Bohringer, Coline Serreau, Charles Aznavour.
Elle reste à son poste durant les importants changements à la tête du groupe (départ de Charles-Henri Flammarion en 2003, arrivée de Teresa Cremisi en 2005). En parallèle des publications qu’elle dirige, elle poursuit un travail de veille et de prospective sur l’édition numérique[réf. nécessaire].
En 2008, elle quitte Flammarion pour fonder sa propre structure éditoriale, les éditions Don Quichotte. Les éditions Don Quichotte deviennent la 11e « maison » en date du groupe La Martinière, et affirment leur dynamisme dans les médias et en librairie ; bon nombre des ouvrages de son catalogue figurent régulièrement au palmarès des meilleurs succès dans la catégorie Essais[réf. nécessaire], notamment À voix basse (2009) et Tant que battra mon cœur, de Charles Aznavour (2013), La Face B d’Akhenaton (2010), Le Dormeur du val, par Fabienne Boulin-Burgeat (2011), Diam’s Autobiographie (2011), puis Mélanie, française et musulmane (2015), par Mélanie Georgiades (2012), Patients, par Grand Corps Malade (2012-2013), mais aussi Le Président de trop (2011), Le Droit de savoir (2013), Dire non (2014) et Dire nous (2016) par Edwy Plenel, De Gandhi à Daech, par Antoine Böhm, ou Antispéciste, par Aymeric Caron (2016). Le premier roman de Pascal Manoukian, Les échoués (2015) a été très remarqué (prix Première de la RTBF 2016,, prix du Chapiteau du Livre 2016), et son deuxième roman, Ce que tient ta main droite t'appartient, a obtenu le prix des lecteurs de la ville de Brive en 2017. En 2018, les éditions Don Quichotte ont fêté avec un essai d'Edwy Plenel, La Valeur de l'information, dix ans de journalisme indépendant avec Mediapart.
Dans le cadre de l’affaire Tariq Ramadan, elle signe une tribune le 21 février 2018 sur le site Mediapart aux côtés d'une cinquantaine de personnalités « pour une justice impartiale et égalitaire » pour Tariq Ramadan, mis en examen pour viols et placé en détention provisoire, et dans laquelle il est demandé de libérer immédiatement ce dernier en raison de son état de santé.

En 2018, elle est nommée présidente des éditions La Découverte. Éric Aeschimann notait ainsi dans L'Obs, le 18 janvier 2018 :
« Après Maspero et Gèze, Hugues Jallon représentait donc la troisième génération, lui-même étant un éditeur très engagé à gauche, n’hésitant pas à prendre des positions publiques. Son départ, annoncé fin décembre, laissait une place vide compliquée à remplir. Il fallait quelqu’un qui ait la double légitimité professionnelle et politique. L’oiseau rare est – signe des temps – une femme : Stéphanie Chevrier. »

## Vie privée
Stéphanie Chevrier a eu un fils en 2004 avec Olivier Besancenot.

## Ligne éditoriale des éditions Don Quichotte
La maison se consacre à des documents, des récits, des autobiographies et des fictions ; elle sait donner envie d’écrire à ceux qui ont une histoire à raconter. Comme le confie Charles Aznavour :

« Une personne avait déjà écrit sur ma vie. Je ne me suis pas reconnu dans le texte. J’ai eu l’impression qu’on avait oublié mes mots, mon langage. Il n’y a rien de plus important que le langage chez une personne. Avec mon éditrice Stéphanie Chevrier, j’ai donc décidé de rédiger ma première biographie. »

Elle-même confirme sa passion pour les vies singulières, à propos de Kanak par Christian Karembeu : « Ce n’est pas le football qui m’intéresse, mais l’enfant d’Ouvéa [...] Avec Aznavour, on publie sur le génocide arménien. Akhenaton, c’est l’histoire des quartiers de Marseille, c’est un auteur qui a une vision de la société. [Avec Diam’s], on raconte la célébrité, la dépression, la conversion à l’islam d’une jeune femme française, qui assume le fait de se couvrir. »
Parmi les auteurs de fiction, on compte Laurent Bettoni, Camille von Rosenschild, Frédéric Petitjean et Johann Zarka.
En 2013, le magazine L'Express l’a classée parmi les 30 femmes les plus remarquables.
En 2014, le magazine GQ l'interviewe dans le cadre d'une enquête intitulée « Les éditeurs qui font bouger les lignes ». La même année, le magazine Causette lui consacre également un article : « La vie des autres. La directrice des éditions Don Quichotte choisit les auteurs qu'elle publie en fonction de ses coups de cœur, mais aussi de ses indignations et de ses convictions. En toute liberté. »